# THE★裏ワザ
THE★裏ワザ（ジ・ウラワザ）は、日本のロックバンド。2008年結成。2012年メジャーデビュー。2013年10月27日に活動凍結。

## メンバー
- 中野隆司（ナカノ　タカシ）
ボーカル、作詞、作曲を担当。和歌山県出身。Love∞limitedのボーカリスト。愛称は“天才”
- 石井真之（イシイ　マサユキ）
ギター、作曲を担当。奈良県出身。元PLASTICのギタリスト。愛称は“イッシー”
- 黒柳能生（クロヤナギ　ヨシオ）
ベースを担当。愛知県出身。SOPHIAのベーシスト。愛称は“クロちゃん”
- 高インボム（コウ　インボム）
ドラムスを担当（初代＆三代目）。大阪府出身。韓国籍の在日コリアン。愛称は“コーくん”

### 旧メンバー
- 安本竜一郎（ヤスモト　リュウイチロウ）
ギターを担当。愛称は“りゅうちゃん”。結成時から2011年8月まで在籍。
- 内田裕之（ウチダ　ヒロユキ）
ドラムスを担当（二代目）。愛称は“ウッチー”。2010年2月から2011年4月まで在籍。

## ディスコグラフィ

### インディーズ
- 人を許せる勇気があれば（2009年1月28日）
- 流出（2009年4月15日）
- 夏祭り（2009年11月25日）
- Party（2010年9月22日）
- 僕は君であり続けよう。君は僕であり続けておくれ。（2011年4月17日）

### メジャー
- ハイカラおばあちゃん（2012年7月11日）
- My Revolution（2012年12月5日）
- ひぽぽたます（2012年12月19日）

### ベストアルバム
- 裏枝-THE★URAWAZA BEST-（2013年10月5日）

### その他
- ジブリロック（2010年8月25日）収録曲：君をのせて(M-4)